# Планета, Коллин
Коллин Планета (англ. Colleen Planeta; род. 3 сентября 1988 года в Сюрпрайзе, штат Аризона, США) — американская профессиональная баскетболистка, выступает в женской национальной баскетбольной лиге (ЖНБЛ). На драфте ВНБА 2010 года не была выбрана ни одной из команд. Играет на позиции тяжёлого форварда.

## Ранние годы
Коллин Планета родилась 3 сентября 1988 года в городе Сюрпрайз (штат Аризона), училась же она там же в средней школе Уиллоу-Каньон, в которой выступала за местную баскетбольную команду.